# Indian Super League
Indian Super League (ISL) er den bedste fodboldrække for herrer i Indien. Ligaen blev oprettet i 2013, men blev først anerkendt som den bedste række i landet i 2019, da man blev enige med AFC om, at den daværende I-League blev den næstebedste række.
ISL består af to tuneringsfaser, som begge har et mesterskab. Det første mesterskab er ligatitlen, som vindes af det hold som slutter på førstepladsen i ligatabellen. Herefter kvalificerer de seks bedste hold i tabellen sig til slutspillet, hvor at vinderen vinder pokaltitlen. Før 2021-22 sæsonen blev pokalmesteren anset som den egentlige mestre, men det blev i 2021-22 sæsonen ændret til at være ligamestrene.

## Klubber
ISL består af 13 klubber, og har ikke et op- og nedrykningssystem.
| Klub             | Lokation    | Første sæson | Ligatitler1 | Pokaltitler |
| ---------------- | ----------- | ------------ | ----------- | ----------- |
| Bengaluru        | Bangalore   | 2017-18      | 0           | 1           |
| Chennaiyin       | Chennai     | 2014         | 0           | 2           |
| East Bengal      | Kolkata     | 2020-21      | 0           | 0           |
| Goa              | Goa         | 2014         | 1           | 0           |
| Hyderabad        | Hyderabad   | 2019-20      | 0           | 1           |
| Jamshedpur       | Jamshedpur  | 2017-18      | 1           | 0           |
| Kerala Blasters  | Kochi       | 2014         | 0           | 0           |
| Mohammedan       | Kolkata     | 2024-25      | 0           | 0           |
| Mohun Bagan SG   | Kolkata     | 2020-21      | 1           | 1           |
| Mumbai City      | Mumbai      | 2014         | 2           | 2           |
| NorthEast United | Guwahati    | 2014         | 0           | 0           |
| Odisha           | Bhubaneswar | 2014         | 0           | 0           |
| Punjab           | Mohali      | 2023-24      | 0           | 0           |

### Tidligere klubber
| Klub      | Lokation | Første sæson | Sidste sæson | Ligatitler1 | Pokaltitler |
| --------- | -------- | ------------ | ------------ | ----------- | ----------- |
| ATK       | Kolkata  | 2014         | 2019-20      | 0           | 3           |
| Pune City | Pune     | 2014         | 2018-19      | 0           | 0           |

Note:
↑1 - Ligatitlen blev ikke uddelt før 2019-20 sæsonen.